# Euxoa cicatricosa
Euxoa cicatricosa är en fjärilsart som beskrevs av Augustus Radcliffe Grote och Robinson 1865. Euxoa cicatricosa ingår i släktet Euxoa och familjen nattflyn. Inga underarter finns listade i Catalogue of Life.